# 模範村 (上海)
模範村是上海市的一座歷史建築，位於静安區江西中路延安中路877弄。模範村由周惠南主持設計，中南銀行投資建設，包括了12棟建築。
模範村被列入上海市第二批優秀歷史建築。